# Бен Трефферс
Бен Трефферс (англ. Ben Treffers, 15 серпня 1991) — австралійський плавець.
Призер Чемпіонату світу з водних видів спорту 2015 року.
Переможець Ігор Співдружності 2014 року, призер 2018 року.
Переможець літньої Універсіади 2013 року.